# Сивоза (приток Шарны)
Сивоза — река в России, протекает по Любимскому району Ярославской области. Устье реки находится в 15 км по правому берегу реки Шарна от её устья. Длина реки составляет 18 км, площадь водосборного бассейна — 58,8 км².
Сельские населённые пункты у реки: Косиково, Семенково, Починок, Рыково, Носково; устье находится напротив другой деревни Семенково.

## Данные водного реестра
По данным государственного водного реестра России относится к Верхневолжскому бассейновому округу, водохозяйственный участок реки — Кострома от истока до водомерного поста у деревни Исады, речной подбассейн реки — Волга ниже Рыбинского водохранилища до впадения Оки. Речной бассейн реки — (Верхняя) Волга до Куйбышевского водохранилища (без бассейна Оки).
Код объекта в государственном водном реестре — 08010300112110000012915.